# Campionati austriaci di sci alpino 2013
I Campionati austriaci di sci alpino 2013 si sono svolti nella Pitztal, a Jerzens e Sankt Leonhard im Pitztal, tra il 20 marzo e l'8 aprile. Il programma ha incluso gare di discesa libera, supergigante, slalom gigante e slalom speciale, tutte sia maschili sia femminili.
Trattandosi di competizioni valide anche ai fini del punteggio FIS, vi hanno partecipato anche sciatori di altre federazioni, senza che questo consentisse loro di concorrere al titolo nazionale austriaco.

## Risultati

### Uomini

#### Discesa libera
| Pos. | Atleta              | Nazione  | Tempo   |
| ---- | ------------------- | -------- | ------- |
| 1    | Johannes Kröll      | Austria  | 1:38,46 |
| 2    | Max Franz           | Austria  | 1:38,90 |
| 3    | Vincent Kriechmayr  | Austria  | 1:39,26 |
| 4    | Mario Karelly       | Austria  | 1:39,54 |
| 5    | Thomas Mayrpeter    | Austria  | 1:39,78 |
| 6    | Marc Gisin          | Svizzera | 1:39,83 |
| 7    | Boštjan Kline       | Slovenia | 1:40,02 |
| 8    | Christian Spescha   | Svizzera | 1:40,11 |
| 9    | Daniel Hemetsberger | Austria  | 1:40,31 |
| 10   | Clemens Nocker      | Austria  | 1:40,62 |

Data: 8 aprile

Località: Sankt Leonhard im Pitztal

Ore: 

Pista: 

Partenza: 

Arrivo: 

Dislivello: 

Tracciatore: 

#### Supergigante
| Pos. | Atleta             | Nazione | Tempo   |
| ---- | ------------------ | ------- | ------- |
| 1    | Romed Baumann      | Austria | 1:06,51 |
| 2    | Vincent Kriechmayr | Austria | 1:06,73 |
| 3    | Christian Walder   | Austria | 1:06,80 |
| 4    | Niklas Köck        | Austria | 1:06,86 |
| 5    | Matthias Mayer     | Austria | 1:06,92 |
| 6    | Markus Dürager     | Austria | 1:07,16 |
| 7    | Georg Streitberger | Austria | 1:07,25 |
| 8    | Hannes Reichelt    | Austria | 1:07,29 |
| 9    | Otmar Striedinger  | Austria | 1:07,37 |
| 10   | Florian Scheiber   | Austria | 1:07,47 |

Data: 22 marzo

Località: Jerzens

Ore: 

Pista: 

Partenza: 

Arrivo: 

Dislivello: 

Tracciatore:

#### Slalom gigante
| Pos. | Atleta          | Nazione     | Tempo   |
| ---- | --------------- | ----------- | ------- |
| 1    | Bernhard Graf   | Austria     | 2:17,10 |
| 2    | Manuel Feller   | Austria     | 2:17,25 |
| 3    | Michael Matt    | Austria     | 2:17,38 |
| 4    | Maarten Meiners | Paesi Bassi | 2:17,55 |
| 5    | Johannes Strolz | Austria     | 2:17,62 |
| 6    | Martin Bischof  | Austria     | 2:17,69 |
| 7    | Daniel Meier    | Austria     | 2:17,71 |
| 8    | Niklas Köck     | Austria     | 2:18,01 |
| 9    | Sandro Jenal    | Svizzera    | 2:18,05 |
| 10   | Marco Tumler    | Svizzera    | 2:18,53 |

Data: 21 marzo

Località: Jerzens

1ª manche:

Ore: 

Pista: 

Partenza: 

Arrivo: 

Dislivello: 

Tracciatore:
2ª manche:

Ore: 

Pista: 

Partenza: 

Arrivo: 

Dislivello: 

Tracciatore:

#### Slalom speciale
| Pos. | Atleta           | Nazione     | Tempo   |
| ---- | ---------------- | ----------- | ------- |
| 1    | Ramon Zenhäusern | Svizzera    | 1:38,94 |
| 2    | Dominik Stehle   | Germania    | 1:39,94 |
| 3    | Wolfgang Hörl    | Austria     | 1:40,20 |
| 4    | Michael Matt     | Austria     | 1:40,23 |
| 5    | Filip Trejbal    | Rep. Ceca   | 1:40,25 |
| 6    | Marco Schwarz    | Austria     | 1:40,36 |
| 7    | Dave Ryding      | Regno Unito | 1:40,45 |
| 8    | Manuel Karelly   | Austria     | 1:40,75 |
| 9    | Linus Straßer    | Germania    | 1:40,79 |
| 10   | Martin Bischof   | Austria     | 1:40,83 |

Data: 20 marzo

Località: Jerzens

1ª manche:

Ore: 

Pista: 

Partenza: 

Arrivo: 

Dislivello: 

Tracciatore:
2ª manche:

Ore: 

Pista: 

Partenza: 

Arrivo: 

Dislivello: 

Tracciatore:

### Donne

#### Discesa libera
| Pos. | Atleta             | Nazione | Tempo   |
| ---- | ------------------ | ------- | ------- |
| 1    | Stefanie Moser     | Austria | 1:44,00 |
| 2    | Tamara Tippler     | Austria | 1:45,01 |
| 3    | Cornelia Hütter    | Austria | 1:45,16 |
| 4    | Elisabeth Görgl    | Austria | 1:45,19 |
| 5    | Ramona Siebenhofer | Austria | 1:45,45 |
| 6    | Camilla Borsotti   | Italia  | 1:46,28 |
| 7    | Stephanie Venier   | Austria | 1:46,30 |
| 8    | Mirjam Puchner     | Austria | 1:46,42 |
| 9    | Nicole Schmidhofer | Austria | 1:46,75 |
| 10   | Kerstin Nicolussi  | Austria | 1:47,07 |

Data: 7 aprile

Località: Sankt Leonhard im Pitztal

Ore: 

Pista: 

Partenza: 

Arrivo: 

Dislivello: 

Tracciatore:

#### Supergigante
| Pos. | Atleta            | Nazione | Tempo   |
| ---- | ----------------- | ------- | ------- |
| 1    | Stephanie Venier  | Austria | 1:07,05 |
| 2    | Cornelia Hütter   | Austria | 1:07,55 |
| 3    | Elisabeth Görgl   | Austria | 1:07,58 |
| 4    | Regina Mader      | Austria | 1:07,92 |
| 5    | Mirjam Puchner    | Austria | 1:08,34 |
| 6    | Tamara Tippler    | Austria | 1:08,41 |
| 7    | Lisa-Maria Zeller | Austria | 1:08,76 |
| 8    | Christine Scheyer | Austria | 1:09,37 |
| 9    | Kerstin Nicolussi | Austria | 1:09,57 |
| 10   | Sabrina Maier     | Austria | 1:09,71 |

Data: 22 marzo

Località: Jerzens

Ore: 

Pista: 

Partenza: 

Arrivo: 

Dislivello: 

Tracciatore:

#### Slalom gigante
| Pos. | Atleta              | Nazione       | Tempo   |
| ---- | ------------------- | ------------- | ------- |
| 1    | Tina Weirather      | Liechtenstein | 2:12,08 |
| 2    | Eva-Maria Brem      | Austria       | 2:12,28 |
| 3    | Elisabeth Görgl     | Austria       | 2:12,97 |
| 4    | Nicole Hosp         | Austria       | 2:13,19 |
| 5    | Elisabeth Kappaurer | Austria       | 2:13,22 |
| 6    | Jessica Depauli     | Austria       | 2:13,38 |
| 7    | Julia Dygruber      | Austria       | 2:13,44 |
| 8    | Simona Hösl         | Germania      | 2:13,77 |
| 9    | Ramona Siebenhofer  | Austria       | 2:13,83 |
| 10   | Stephanie Brunner   | Austria       | 2:13,86 |

Data: 20 marzo

Località: Jerzens

1ª manche:

Ore: 

Pista: 

Partenza: 

Arrivo: 

Dislivello: 

Tracciatore:
2ª manche:

Ore: 

Pista: 

Partenza: 

Arrivo: 

Dislivello: 

Tracciatore:

#### Slalom speciale
| Pos. | Atleta             | Nazione  | Tempo   |
| ---- | ------------------ | -------- | ------- |
| 1    | Alexandra Daum     | Austria  | 1:47,28 |
| 2    | Carmen Thalmann    | Austria  | 1:47,39 |
| 3    | Monica Hübner      | Germania | 1:47,88 |
| 4    | Nicole Hosp        | Austria  | 1:48,08 |
| 5    | Jessica Depauli    | Austria  | 1:48,25 |
| 6    | Lisa-Maria Zeller  | Austria  | 1:48,62 |
| 7    | Stefanie Wopfner   | Austria  | 1:49,09 |
| 8    | Christina Ager     | Austria  | 1:49,24 |
| 9    | Stephanie Brunner  | Austria  | 1:49,29 |
| 10   | Ramona Siebenhofer | Austria  | 1:49,71 |

Data: 21 marzo

Località: Jerzens

1ª manche:

Ore: 

Pista: 

Partenza: 

Arrivo: 

Dislivello: 

Tracciatore:
2ª manche:

Ore: 

Pista: 

Partenza: 

Arrivo: 

Dislivello: 

Tracciatore: